# Ано Агиос Йоанис
Ано Агиос Йоанис (на гръцки: Άνω Άγιος Ιωάννης) е село в Северна Гърция, в дем Катерини, област Централна Македония. Селото е известно сред местното население с името Άνω Αγιάννης, Ано Аянис.

## География
Ано Агиос Йоанис е разположено на около 5 километра от град Катерини в Пиерийската равнина.

## История
Първоначално името на селото е Τούμπα Αγιάννη, Тумба Аяни, тъй като е построено на хълм (на гръцки τούμπα, хълм).
Васил Кънчов („Македония. Етнография и статистика“) в 1900 година отбелязва две селища в Берска каза - Голѣмо Аги Яни (Меле) с 2260 жители гърци християни и Мало Аги Яни (Устеджи Баля Айлаги) с 835 жители гърци християни. Секретарят на Българската екзархия Димитър Мишев („La Macédoine et sa Population Chrétienne“) в 1905 година споменава същите две селища в Берска кааза - Големо Аш Яни или Меле (Golemo-Ach-Yani, Mélé) с 2260 жители гърци и Малко Аш Яни, Устенджи, Балия Айлаш (Malko-Ach-Yani, Oustendji Balia-Ailach) с 835 жители гърци.
В 1922 година са заселени бежанци от Кайсери и Аргеос в Кападокия. Жителите на селото са туркофони караманлии и понтийски гърци.
Ано Агиос Йоанис е регистрирано като отделно селище в 1940 година.
Населението традиционно произвежда тютюн, пшеница и други земеделски продукти, като се занимава и с лозарство и краварство.
| Година    | 1913 | 1920 | 1928 | 1940 | 1951 | 1961 | 1971 | 1981 | 1991 | 2001 | 2011 | 2021 |
| --------- | ---- | ---- | ---- | ---- | ---- | ---- | ---- | ---- | ---- | ---- | ---- | ---- |
| Население |      |      |      | 805  | 841  | 854  | 601  | 541  | 535  | 469  | 442  | 455  |

## Личности
Родени в Ано Агиос Йоанис
- Христодулос Папаянис (Χριστόδουλος Παπαγιάννης), гръцки андартски деец от трети клас[4]